# Portada/article abril 2

## Antoni Tàpies i Puig
Antoni Tàpies i Puig, marquès de Tàpies (Barcelona, 13 de desembre del 1923 – 6 de febrer de 2012) fou un pintor, escultor i teòric de l'art català. Va ser un dels principals exponents a nivell mundial de l'informalisme, i és considerat com un dels artistes catalans més destacats del segle xx. L'obra de l'artista barceloní gaudeix d'un centre d'estudi i conservació a la Fundació Antoni Tàpies de Barcelona.
L'obra de Tàpies tingué una gran valoració a nivell internacional. Al llarg de la seva carrera va rebre nombrosos premis i distincions, entre els quals cal destacar el Premi de la Fundació Wolf de les Arts (1981), la Medalla d'Or de la Generalitat de Catalunya (1983), el Premi Príncep d'Astúries de les Arts (1990), la Medalla Picasso de la UNESCO (1993) i el Premi Velázquez d'Arts Plàstiques (2003). El rei Joan Carles I li va atorgar el 9 d'abril del 2010 el títol de Marquès de Tàpies.